# Brihuega
Brihuega település Spanyolországban, Guadalajara tartományban. Brihuega Alaminos, Guadalajara, Almadrones, Cogollor, Valderrebollo, Barriopedro, Solanillos del Extremo, Henche, Budia, San Andrés del Rey, Yélamos de Arriba, Yélamos de Abajo, Irueste, Valfermoso de Tajuña, Valdeavellano, Caspueñas, Valdegrudas, Trijueque, Muduex, Gajanejos, Ledanca és Argecilla községekkel határos. Lakosainak száma 2816 fő (2024).

## Népesség
A település népessége az utóbbi években az alábbiak szerint változott:
| Lakosok száma | 2884 | 2788 | 2823 | 2873 | 2818 | 2593 | 2476 | 2410 | 2467 | 2816 |
|               | 2001 | 2004 | 2006 | 2009 | 2011 | 2014 | 2016 | 2019 | 2021 | 2024 |